# Rasganço
Rasganço é um filme português realizado por Raquel Freire. Estreou a 30 de Novembro de 2001.

## Elenco
- Ana Teresa Carvalhosa
- Isabel Ruth
- Paula Marques
- Ricardo Aibéo
- Paulo Rocha
- Luís Miguel Cintra
- Ivo Ferreira
- Ana Brandão
- Ana Moreira
- Lúcia Sigalho

## Crítica
No jornal Público, Vasco Câmara atribuíu-lhe 3 de 5 estrelas e Luís Miguel Oliveira atribuíu-lhe 2 de 5.